# Wilhelm Zotti
Wilhelm Zotti (* 8. Juni 1925 in Krems an der Donau; † 13. September 2013) war ein österreichischer Kunsthistoriker, Architekt, Bauforscher und Denkmalpfleger.

## Restaurierungen / Realisierungen

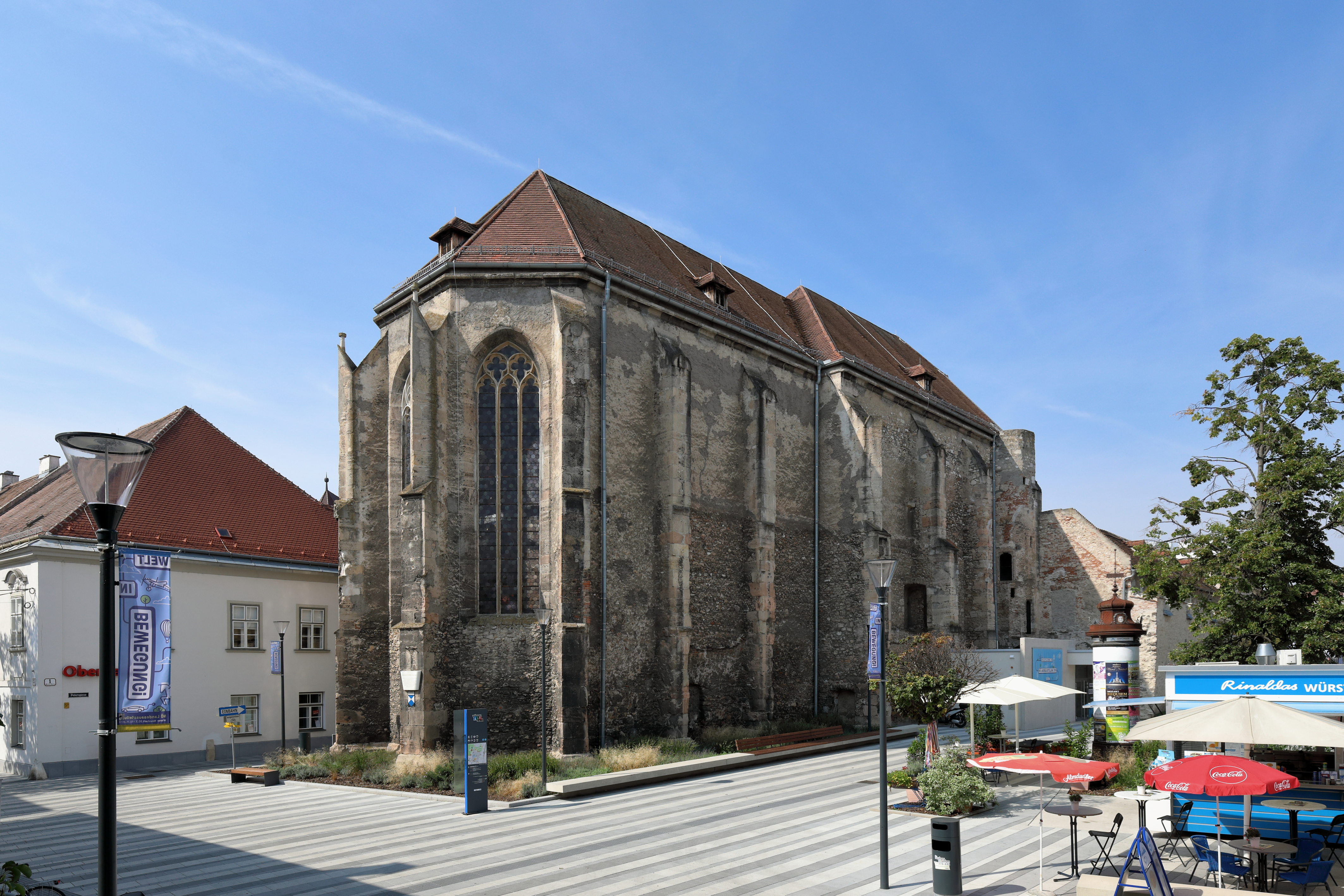
St. Peter an der Sperr: Restaurierung und Adaptierung zu einer Ausstellungshalle (1965–1966)

- 1961 Neubau des Gebäudes der Bezirkshauptmannschaft in Zwettl gemeinsam mit Erich Janisch[1]
- 1965 Wiederaufbau der Sebastianikapelle vom Stift Klosterneuburg[2]
- 1965–1966 Ehemalige Klosterkirche St. Peter an der Sperr[2]
- 1967–1968 Kapelle im Kolpinghaus Schulring 13 in St. Pölten[2]
- 1968–1974 Gesamtrestaurierung vom Schloss Schallaburg
- 1972–1973 Dachreiterrekonstruktion und Raumgestaltung der Filialkirche hl. Nikolaus in Feichsen in Purgstall an der Erlauf[2]
- 1976–1977 Umgestaltung der Einrichtung im Chor der Pfarrkirche Böheimkirchen[2]
- 1983 Neuordnung der Ausstattung der Pfarrkirche hl. Stephan in Weistrach[2]
- 1987–1989 Neubau der Filialkirche hl. Franz von Assisi in Hochstraß in Klausen-Leopoldsdorf[2]
- 1990–1992 Erweiterungsbau der Pfarrkirche Neumarkt an der Ybbs[2]

## Publikationen
- Die Restaurierung der Schallaburg. Eine Dokumentation. Verlag Niederösterreichisches Pressehaus, St. Pölten 1975, ISBN 3-85326-410-7.
- (Hrsg.): Kirchliche Kunst in Niederösterreich. Diözese St. Pölten. 3 Bände, Bischöfliches Ordinariat St. Pölten, Diözesanarchiv St. Pölten, Verlag Niederösterreichisches Pressehaus.
  - Teil 1: Pfarr- und Filialkirchen südlich der Donau. 1983.
  - Teil 2: Pfarr- und Filialkirchen nördlich der Donau. 1986.
  - Teil 3: Ergänzungsband zu Teil 1 und Teil 2. 2003, ISBN 3-901863-17-6.
- Abgekommene Kirchen, Kapellen und Karner im Waldviertel. Bischöfliches Ordinariat St. Pölten, Diözesanarchiv St. Pölten, St. Pölten 2000, ISBN 3-901863-05-2.
- Dorfkapellen im Waldviertel. Eine Übersicht. Bischöfliches Ordinariat St. Pölten, Diözesanarchiv St. Pölten, St. Pölten 2003, ISBN 3-901863-16-8.
- Abgekommene Kirchen im Viertel ober dem Wienerwald. Bischöfliches Ordinariat St. Pölten, Diözesanarchiv St. Pölten, St. Pölten 2004, ISBN 3-901863-18-4.